# Gluphisia vertunea
Gluphisia vertunea är en fjärilsart som beskrevs av Derenne 1920. Gluphisia vertunea ingår i släktet Gluphisia och familjen tandspinnare. Inga underarter finns listade i Catalogue of Life.